# Lijst van Bredevoorters
Deze lijst van Bredevoorters geeft een overzicht van bekende personen die in het Nederlandse stadje Bredevoort zijn geboren of hebben gewoond met een artikel op Wikipedia.

## A
- Herman Willem Aberson (1739-1799), drost

## B
- Bert Berghoef (1949), burgemeester
- Jurrien van Boeckholt, drost
- Hendrik Arnold Bom, drost

## C
- Hans Willem van Camstra (1687-1761), drost
- Jacob van der Capellen, drost
- Reijnier Jurrien van Coeverden, drost

## H
- Arent van Haersolte (± 1590-1637), drost
- Wilhelm van Haersolte (ca. 1596-1646), drost
- Willem Sigismund Hecking, drost
- Maarten Hijink (1983), politicus
- Derk Hoppenbrouwer, drost

## I
- Hendrik van Isendoorn (-1594), drost
- Johan van Isendoorn (voor 1465 - voor 1558), drost

## K
- Rutger Keijser (1665-), drost

## L
- Christiaan Karel van Lintelo (1669-1736), drost
- Evert van Lintelo (1500-?), drost
- Gooswijn Wilhelm van der Lawick (±1630-1665), drost
- Theodor de Lalane du Thay (1687-1736), drost
- Christoffel van der Lawick (± 1593-1647), drost
- Ernst van der Lawick (voor 1550-1623), drost
- Georg Nicolaas van der Lawick (± 1594-1664), drost
- Gooswijn van der Lawick (± 1547-1629), drost
- André van der Ley (1949) , profvoetballer
- Godschalk II van Lohn (1110-1190), heer
- Herman van Lohn (ca. 1215-1252), heer
- Herman II van Lohn (ca. 1241-1316), heer
- Caspar Anton van Lynden tot de Park (1707-1748), drost

## M
- Wolf Mislich (-1636), legerkapitein en gouverneur
- Geertruida van Myllendonk (1552-1612), vrouwe

## P
- Adolph Warner Carel Wilhem van Pallandt (1733-1813), drost
- Willem Paschen (1764-1842), drost

## R
- Adolph Hendrik Ripperda (1625-1702), drost
- Arnoldus Florentinus Roelvink (1789-1861), burgemeester
- Leonard Roelvink (1833-1886), burgemeester
- Maarten van Rossum (voor 1490-1555), drost

## S
- Benjamin Satink (1704-1769), drost
- Jacob ten Starte, drost
- Thidericus de Sulen, drost
- Thiman Johan van Lintelo (1638-1685), drost
- Hendrickje Stoffels (1626-1663), partner van Rembrandt

## V
- Diederik Volmer (1661-?), drost
- Jan de Vries (1911-1964), pater

## W
- Nout Wellink (1943), topambtenaar en econoom